# Marie Laforêtová
Marie Laforêtová, nepřechýleně Marie Laforêt, rodným jménem Maïtena Marie Brigitte Doumenach (5. října 1939 – 2. listopadu 2019) byla francouzská zpěvačka a herečka.

## Životopis
Narodila se v Soulac-sur-Mer, Gironde. Během druhé světové války, když byl její otec v německém zajetí, žila s matkou a sestrou Alexandrou v Cahors a ve městě Lavelanet.
Po druhé světové válce se rodina Doumenachových usadila ve Valenciennes, kde Maïtena navštěvovala katolickou střední školu. Po přestěhování rodiny do Paříže studovala v lyceu Jean-de-La Fontaine.
Byla pětkrát vdaná. Z manželství s Judasem Azuelosem měla dvě děti, dceru Lisu (* 1965) a syna Jeana-Mehdiho-Abrahama (* 1967). Dcera Lisa Azuelos je filmovou režisérkou a produkční. Z manželství s Alainem Kahn-Sriberem má dceru Éve-Marii-Deborah (* 1974), která vystudovala historii umění a se věnuje zejména literatuře.

## Profesní kariéra
V roce 1959 začala navštěvovat divadelní lekce Raymonda Rouleaua. V roce 1960 debutovala ve filmu Reného Clémenta V plném slunci (Plein Soleil) po boku Alaina Delona a Maurice Roneta. V témže roce se provdala za začínajícího režiséra Jeana-Gabriela Albicocca, který ji v roce 1961 obsadil do hlavní ženské role svého debutového filmu Dívka se zlatýma očima (La fille aux yeux d'or), natočenému podle stejnojmenné novely Honoré de Balzaca. Tento film získal toho roku Stříbrného lva na festivalu v Benátkách a Marii přezdívku „Dívka se zlatýma očima“. Tomuto filmu ještě předcházel snímek Saint Tropez Blues režiséra Marcela Moussyho, v němž zpívala titulní píseň.

### Filmová tvorba
V šedesátých letech účinkovala v 16 filmech, z nichž nejznámější jsou Honba na muže (La chasse a l'homme) z roku 1964, Prachy a smůla (Cent briques et des tuiles) a Vojandy (Des filles pour l'armée) z roku 1965. Po roce 1967 dávala přednost hudební tvorbě. Jen v roce 1972 si zahrála královnu ve filmu Paleček a obr (Le Petit Poucet). K filmování se vrátila po roce 1977, kdy si ve filmech Policajt nebo rošťák (Flic ou voyou) v roce 1979 Veselé Velikonoce (Joyeuses Pâques) a Mrchožrouti (Les morfalous) v roce 1984 zahrála po boku Jeana-Paula Belmonda. Mezi lety 1982 a 2008 (poslední film Les Bureaux de Dieu) si zahrála v jednatřiceti filmech.

### Hudební tvorba
Titulní píseň filmu Saint Tropez Blues vyšla již v roce 1960 na singlu a lze ji považovat za začátek její pěvecké kariéry. V roce 1963 vydala čtyři EP desky, ze kterých je považována za nejúspěšnější píseň Les Vendanges de l'Amour.
V letech 1964 až 1998 vydala 22 alb, 14 studiových a dvě živá alba ve francouzštině, 4 alba ve španělštině a po jednom v italštině a portugalštině. Dále v letech 1963 až 1970 vydala ve Francii 20 EP desek. V letech 1960 až 1988 vydala 13 singlů ve francouzštině, 9 singlů v italštině a dva singly v němčině.
Za její nejúspěšnější písně ze šedesátých let jsou považovány písně Mon amour, mon ami a Ivan, Boris et moi. Na přelomu šedesátých a sedmdesátých let se snažila ve svých písních uplatňovat prvky světového folklóru a stala se tak přední propagátorkou world music ve Francii, což se u její nahrávací společnosti nesetkalo s pochopením. Své tehdejší texty uváděla pod pseudonymem Françoise They. V sedmdesátých letech byly její nejúspěšnější písně Viens, viens v roce 1973, což je coververze písně Rain, Rain, Rain, kterou vydal téhož roku Simon Butterfly, a Il a neigé sur Yesterday v roce 1977.
V roce 1977 se přestěhovala do Švýcarska a přerušila nahrávání, aby se mohla více věnovat spisovatelské činnosti a filmu. K nahrávání se vrátila v roce 1993 albem Reconnaissances. V roce 1998 vyšlo její živé album Voyage au long cours.